# 水曜バラエティ
『水曜バラエティ』（すいようバラエティ）は、1987年4月8日から同年9月30日まで日本テレビ系列局が編成していた日本テレビ製作の単発特別番組枠である。全12回。編成時間は毎週水曜 19:30 - 20:54 （日本標準時）。

## 概要
主に日本テレビ製作の単発バラエティ番組を放送していた枠で、司会はお笑いタレントたちが持ち回りで務めていた。単発バラエティ番組のほかに、映画『キャプテンEO』の最新作の宣伝番組（ナビゲーター：菊池桃子）をオンエアしたこともある。タイトルロゴには、カップヌードルのロゴと同じ英文字を使用していた。タイトルロゴは金田全央、テーマ音楽は大野雄二。
日本テレビの水曜ゴールデンタイムに単発特別番組枠が編成されたのは、これが最初で最後である。また、当時はこの時間帯にプロ野球ナイター中継が編成されることが多かったため、たびたび休止にされていた。

## 放送番組
1. 生放送!タモリ&とんねるずオールスター告白大賞（4月8日）
2. やすし・きよしの爆笑スター歌まね大賞（4月15日） - 『歌まね振りまねスターに挑戦!!』の復刻版。
3. 噂のカップル スターお見合い大賞（4月24日）
4. 殺生でっせあんさん 吉本流芸能界地獄の特訓!! （5月20日）
5. タモリ・さんまの爆笑タッグマッチ! （6月3日）
6. 見て!見て!!夢と魔法の立体映画 “マイケル・ジャクソンのキャプテンEO” （6月17日）
7. ご機嫌!オールスター料理大賞（7月8日）
8. 横山やすし殺人事件（7月15日） - コメディ風のサスペンスドラマ。
9. スター!20人ハートに焼きつくなつかしの名場面!! （7月24日）
10. 大爆笑!人気スターかくし芸十番勝負! （8月5日）
11. 徳光・ピン子のおもしろ歌謡倶楽部（9月16日）
12. 今夜はワ・ガ・マ・マ（9月30日） - 大地真央と明石家さんま主演ドラマ。

（参考：朝日新聞 ラジオ・テレビ欄）
| 日本テレビ系列 水曜19:30枠 | 日本テレビ系列 水曜19:30枠                      | 日本テレビ系列 水曜19:30枠 |
| 前番組 | 番組名                                          | 次番組 |
| --- | ----------------------------------------------- | --- |
| がんばれ!キッカーズ （1986年10月15日 - 1987年3月25日） ※19:30 - 20:00いい!!かもしんない （1986年12月10日 - 1987年3月25日） ※20:00 - 20:54 | 水曜バラエティ （1987年4月8日 - 1987年9月30日） | 恋はハイホー! （1987年10月21日 - 1988年1月27日） ※19:00 - 19:54番宣番組 （1987年10月21日 - 1988年3月23日） ※19:54 - 20:00あきれた刑事 （1987年10月21日 - 1988年3月23日） ※20:00 - 20:54 |